# Dickens County Courthouse and Jail
La Dickens County Courthouse and Jail est un palais de justice faisant aussi office de prison situé à Dickens, au Texas, dans le sud des États-Unis. 
Le bâtiment est inscrit au Recorded Texas Historic Landmark depuis 1962 et au Registre national des lieux historiques depuis le 4 septembre 1980.